# Степенко, Василий Иванович
Василий Иванович Степенко (род.  28 ноября 1948, село Рыбачье Ахтырского района Сумской области) — украинский деятель, председатель Полтавской райгосадминистрации и Полтавской районного совета. Народный депутат Украины 1-2-го созывов. Кандидат экономических наук (2000).

## Биография
В августе 1966 — июне 1967 года — слесарь Ирпенского завода стройматериалов и пластмасс Киевской области.
В июне 1967 — июле 1969 года — служба в Советской армии (Московский военный округ).
В июле 1969 — феврале 1974 года — студент экономического факультета Полтавского сельскохозяйственного института. Учился на специальности «Экономика и организация сельского хозяйства».
В феврале 1974 — август 1976 года — главный экономист колхоза имени Воровского села Калашники Полтавского района Полтавской области.
Член КПСС с 1976 по 1991 год.
В августе 1976 — ноябрь 1977 года — 1-й секретарь Полтавского районного комитета ЛКСМУ Полтавской области.
В ноябре 1977 — апреле 1987 года — председатель правления колхоза имени Воровского села Калашники Полтавского района Полтавской области.
В апреле 1987 — августе 1991 года — 1-й секретарь Полтавского районного комитета КПУ Полтавской области.
Народный депутат Украины 12(1) созыва с марта 1990 (2-й тур) до апреля 1994, Полтавский избирательный округ № 330, Полтавская область, с сентября 1991 по апрель 1994 года — председатель подкомиссии по развитию АПК и проблемам защиты природы Комиссии по вопросам АПК. Группа "Аграрники".
Народный депутат Украины 2 созыва с апреля 1994 (2-й тур) до апреля 1998, Полтавский избирательный округ № 331, Полтавская область, выдвинут избирателями. Член Комитета по вопросам борьбы с организованной преступностью и коррупцией.
В мае 1998 — декабре 1999 года — председатель коллективного совместного предприятия имени Воровского села Калашники Полтавского района Полтавской области.
В декабре 1999 — апреле 2000 года — 1-й заместитель председателя, в апреле 2000 — июне 2002 года — начальник Главного управления сельского хозяйства и продовольствия Полтавской областной государственной администрации.
В июне 2002 — феврале 2005 года — председатель Полтавской районной государственной администрации Полтавской области.
Член Партии регионов.
Затем — директор Ассоциации «Семена Полтавщины».
В ноябре 2010 — ноябре 2015 года — председатель Полтавского районного совета Полтавской области.

## Семья
Жена Людмила Андреевна (1951 — бухгалтер Калашниковского сельсовета; сыновья Сергей (1973) и Игорь (1978).

## Награды
- орден «Знак Почета»
- орден «За заслуги» ІІІ степени (.09.2004)
- медали
- заслуженный работник сельского хозяйства Украины (.11.1997)